# Serra de la Pedrera (Mont-roig del Camp)
La Serra de la Pedrera és una serra situada entre els municipis de Mont-roig del Camp i de Vilanova d'Escornalbou a la comarca del Baix Camp, amb una elevació màxima de 273 metres.